# Karin Huttary
Karin Huttary (* 23. Mai 1977 in Innsbruck) ist eine ehemalige österreichische Freestyle-Sportlerin und frühere schwedische Alpin-Skirennläuferin. 2005 wurde sie Weltmeisterin im Skicross.

## Biografie
Huttary, deren Mutter aus Schweden stammt, war von 1996 bis 2001 Mitglied des schwedischen Skiteams. Ihren größten Erfolg feierte sie bei den Junioren-Weltmeisterschaften 1996 in Hoch-Ybrig mit Platz vier im Slalom. Sie fuhr hauptsächlich FIS- (vier Siege) und Europacuprennen (zweimal Top-10), im Weltcup konnte sie sich nie unter den besten 30 klassieren.
2001 beendete sie ihre Karriere im alpinen Skisport und ging ab sofort in Skicross-Rennen für Österreich an den Start. Gleich in ihrer ersten Saison wurde sie Europameisterin 2002 in Westendorf. Bei den X-Games in Aspen erreichte sie 2004 und 2006 Gold, sowie 2003 und 2005 Silber. Dazu gewann sie dreimal die Gesamtwertung der Saab Salomon Crossmax Series, fünf Einzelrennen dieser Serie, 2002 und 2003 beim Cham Jam Freestyle Snowsports Festival in Chamonix und 2003 bei den US Freeskiing Open in Vail.
Huttary gewann vier Weltcuprennen und wurde 2004/05 Dritte und 2005/06 Zweite der Freestyle-Skiing-Gesamtwertung sowie in beiden Saisonen Zweite der Skicross-Disziplinenwertung. Ihren größten Erfolg feierte sie bei den Freestyle-Skiing-Weltmeisterschaften 2005 in Ruka, wo erstmals die Disziplin Skicross ausgetragen wurde. Huttary gewann die Goldmedaille mit Siegen in allen Heats.
Im Dezember 2006 stürzte sie beim Training in den USA schwer und brach sich drei Wirbel. Sie musste die komplette Saison 2006/07 pausieren. In der folgenden Saison schaffte sie ein erfolgreiches Comeback und belegte beim Weltcup am Kreischberg Platz zwei. Bei den X Games 2008 in Aspen kam sie im Halbfinale nach einem Sprung schwer zu Sturz und zog sich einen Beckenbruch zu.
Nach ihrer Rückkehr in den Weltcup erreichte Huttary in der Saison 2008/09 vier Podiumsplatzierungen. Bei den Freestyle-Skiing-Weltmeisterschaften 2009 im japanischen Inawashiro gewann sie die Silbermedaille. Beim Abschlusstraining für das Weltcupfinale in La Plagne zog sie sich einen Riss des vorderen Kreuzbandes im rechten Knie zu und musste sechs Monate pausieren. In ihrer Comebacksaison stand sie bereits im vierten Rennen wieder als Dritte am Podest. Bei den Olympischen Winterspielen 2010 stieß sie bis in das Finale vor, beging dann aber unmittelbar nach dem Start einen schweren Fehler und wurde letztlich Vierte. Am 12. März 2010 erlitt sie beim Weltcup in Grindelwald erneut einen Kreuzbandriss, worauf sie zwei Wochen später ihren Rücktritt bekannt gab.

## Erfolge Freestyle-Skiing

### Olympische Spiele
- 2010 Vancouver: 4. Skicross

### Weltmeisterschaften
- 2005 Ruka: 1. Skicross
- 2009 Inawashiro: 2. Skicross

### Weltcupwertungen
- Saison 2002/03: 10. Gesamtwertung, 4. Skicross-Weltcup
- Saison 2003/04: 17. Gesamtwertung, 7. Skicross-Weltcup
- Saison 2004/05: 3. Gesamtwertung, 2. Skicross-Weltcup
- Saison 2005/06: 2. Gesamtwertung, 2. Skicross-Weltcup
- Saison 2007/08: 40. Gesamtwertung, 11. Skicross-Weltcup
- Saison 2008/09: 13. Gesamtwertung, 4. Skicross-Weltcup
- Saison 2008/09: 13. Gesamtwertung, 4. Skicross-Weltcup
- Saison 2009/10: 27. Gesamtwertung, 9. Skicross-Weltcup

### Weltcupsiege
- 16 Podestplätze, davon 4 Siege:

| Datum            | Ort              | Land       | Disziplin |
| ---------------- | ---------------- | ---------- | --------- |
| 12. März 2003    | Les Contamines   | Frankreich | Skicross  |
| 21. Jänner 2005  | Kreischberg      | Österreich | Skicross  |
| 10. Februar 2005 | Naeba Ski Resort | Japan      | Skicross  |
| 14. Jänner 2006  | Les Contamines   | Frankreich | Skicross  |

### X Games
- 2003 Aspen: 2. Skier X
- 2004 Aspen: 1. Skier X
- 2005 Aspen: 2. Skier X
- 2006 Aspen: 1. Skier X
- 2009 Aspen: 5. Skier X

### Weitere Erfolge
- Skicross-Europameisterin in Westendorf 2002
- 3× Gesamtsiegerin der Saab Salomon Crossmax Series 2003, 2004 und 2006
- 2× Siegerin beim Cham Jam Freestyle Snowsports Festival in Chamonix 2002 und 2003
- Sieg bei den US Freeskiing Open in Vail 2003
- 2-fache österreichische Meisterin im Skicross 2004 und 2006

## Erfolge Ski Alpin

### Juniorenweltmeisterschaften
- Hoch-Ybrig 1996: 4. Slalom, 21. Abfahrt, 32. Super-G, DNF Riesenslalom

### Europacup
- 2 Platzierungen unter den besten 10

### Weitere Erfolge
- 4 Siege bei FIS-Rennen
- Bronze bei den schwedischen Meisterschaften im Slalom 1999

## Auszeichnungen
- 1994: Goldenes Ehrenzeichen für Verdienste um die Republik Österreich[3]